# Hellcat Records
Hallcat Records é uma gravadora estado-unidense fundada por Tim Armstrong, e que promove bandas punk e de ska. Rancid, Left Alone, Westbound Train, The Aggrolites, HorrorPops, Mercy Killers, The Slackers, Time Again, Dropkick Murphys, Strummer Ville, Nekromantix, Static Thought, Orange, Tiger Army, The Unseen são as bandas que atualmente estão relacionadas na página oficial. 
A Hellcat Records também lançou A Poet´s Life, de Tim Armstrong, Transplants do qual Tim era guitarrista (mas a gravadora não lançou o Haunted Cities nem o Chopped and Screwed by DJ Paul Wall) e Lars Fredriksen And The Bastards.